# Le Creusot-Montceau-les-Mines-Montchanin TGV
Le Creusot-Montceau-les-Mines-Montchanin TGV, często skracane do Le Creusot TGV – dworzec kolejowy przeznaczony dla pociągów TGV, zbudowany na linii LGV Sud-Est, w pobliżu Ecuisses w departamencie Saône-et-Loire. Pobliskie miasta posiadają regularne połączenia autobusowe z dworcem.
Dworzec oddano do użytku razem z pierwszym odcinkiem linii LGV Sud-est, w 1981 r. Architektura dworca jest bardzo prosta, z pojedynczym budynkiem, i czterema torami, z czego dwa środkowe pozwalają pociągom TGV na przejazd z pełną prędkością 300 km/h a pozostałe 2 są położone przy dwóch peronach, umieszczonych na zewnątrz torów przelotowych.
Do wybudowania dworca doprowadziły działania André Jarrota, byłego ministra, senatora i deputowanego do francuskiego Zgromadzenia Narodowego, który w był w czasie budowy linii LGV Sud-Est merem pobliskiego miasta Montceau-les-Mines.